# 长叶榧树
长叶榧树（学名：Torreya jackii）也称加氏榧，为红豆杉科榧树属下的一个种。本种以杰克（John George Jack，1861-1948）的名字命名。